# SEAMO
SEAMO（嘻魔，1975年10月30日—），本名為高田尚輝，生於日本愛知縣一宮市。是日本說唱、嘻哈歌手。名城大学附屬高等學校、愛知學院大學文學部宗教學科畢業。所屬事務所為tearbridge production。所屬唱片公司為BMG JAPAN。
在2006年，SEAMO所發的銷量最優秀單曲為（擇日再相逢），日本音樂排行榜連續34星期榜上有名（最高排名14位），銷量高達十六萬張。他的第二張專輯Live Goes On，令他初次登上日本排行榜第一位。在2008年，他推出Honey Honey feat. Ayuse Kozue，此歌為動畫xxxHolic第二季的片尾曲。

## 外部連結
- SEAMO官方網站（页面存档备份，存于）
- SONY音樂的SEAMO頁面（页面存档备份，存于）